# Bordetella bronchiseptica

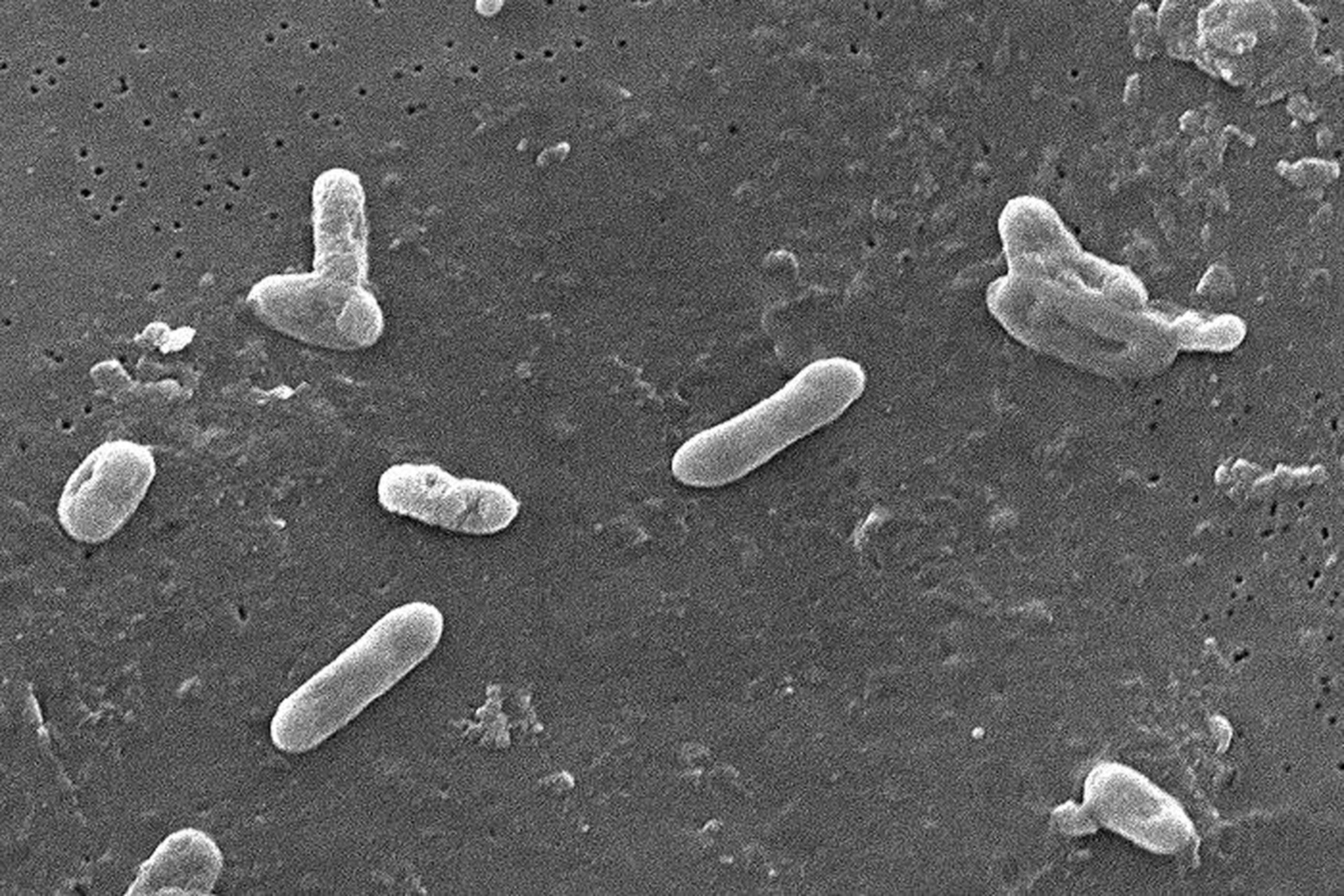
Hình ảnh của Bordetella bronchiseptica

Bordetella bronchiseptica là tên của một loài vi khuẩn Gram âm, hình trục, kích thước nhỏ và nằm trong chi Bordetella. Nó gây bệnh viêm phế quản ở chó và một số loài khác nhưng ít khi nào gây bệnh cho con người. Cũng tương tự như Bordetella pertussis (loại vi khuẩn gây ra bệnh ho gà ở người),  B bronchiseptica có thể tồn tại bên ngoài môi trường trong khoảng thời gian khá dài.

## Phát sinh bệnh
Về mặt tự nhiên, con người không phải là loài mà loại vi khuẩn này sinh sống chung cho nên nó chỉ tác động đến hệ hô hấp của các loài thú có vú nhỏ hơn như mèo, chó, thỏ, vân vân. Mà con người đa phần là bị B. pertussis hoặc B. parapertussis tác động. Không như B. pertussis, B. bronchiseptica có thể sống sót khi sử dụng thuốc kháng sinh Macrolide và Cephalosporin. Một vài trường hợp con người bị nhiễm loại vi khuẩn này đã được điều trị thành công khi sử dụng trimethoprim/sulfamethoxazole và fluoroquinolone.

### Thú y
Vi khuẩn này gây ra nhiều bệnh khác nhau cho những vật chủ khác nhau. Bệnh sẽ nghiêm trọng nếu vật chủ là chó, heo hoặc thỏ và cũng có thể là mèo, ngựa, hải cẩu.
Ở lợn, B. bronchiseptica và Pasteurella multocida hợp tác với nhau gây ra bệnh viêm mũi teo mãn tính, loại bệnh xuất hiện khi một loại xương ở mũi bị biến dạng và không phát triển.
Ở chó, B. bronchiseptica gây ra chứng Tracheobronchitis cấp tính. Vật chủ nhiễm bệnh sẽ ho mạnh.
Ở thỏ, người ta phát hiện ra loại vi khuẩn này ở trong mũi chúng. Chứng viêm mũi không có triệu chứng ở thỏ không phải do loại vi khuân này gây ra mà là do Pasteurella multocida. B. bronchiseptica chỉ là loại vi khuẩn cơ hội.